# (708) Raphaela
(708) Raphaela es un asteroide perteneciente al cinturón de asteroides descubierto el 3 de febrero de 1911 por Joseph Helffrich desde el observatorio de Heidelberg-Königstuhl, Alemania.
Está nombrado en honor Raphael von Bischoffsheim, fundador del observatorio de Niza.